# Carpetbagger

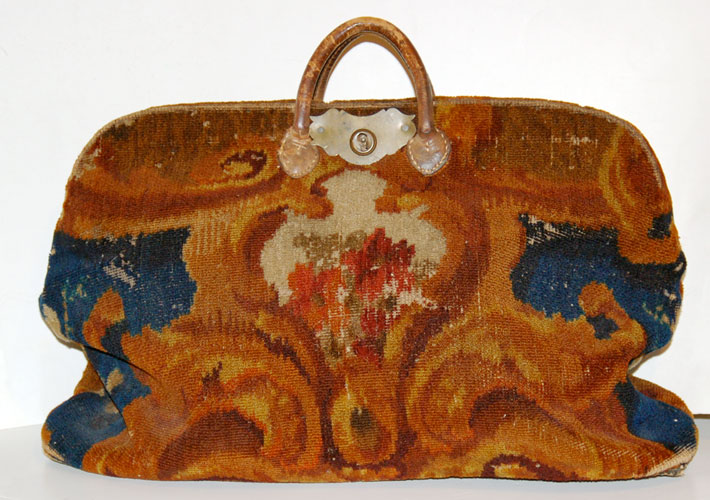
Amerikansk carpetbag från omkring 1860

Carpetbagger kallades de nordstatsspekulanter som under rekonstruktionstiden efter det amerikanska inbördeskriget åkte runt i södra USA och köpte upp mark och fastigheter från den utblottade sydstatsbefolkningen. De kom dit endast med en resväska, carpetbag, utan avsikt att stanna för en längre tid. De var mycket illa omtyckta i södern, liksom de som där samarbetade med dem.
Senare har ordet använts för en politiker som reser runt för att värva röster.